# Arroio Tega
O arroio Tega é um curso de água do Estado do Rio Grande do Sul.
Inicia com sua nascente no bairro São Ciro, em Caxias do Sul, contribuindo suas águas ao complexo Dal Bó, um represamento que compreende três represas, São Paulo, São Pedro e São Miguel.
Segue seu curso pelo município de Caxias do Sul, passando por Flores da Cunha e terminando sua foz desaguando no rio das Antas no município de Nova Pádua.

## Principais pontos
- Nascente do arroio Tega, localizada no Bairro São Ciro em Caxias do Sul (29° 08′ 14,34″ S, 51° 07′ 58,54″ O).
- Represa São Paulo no Complexo Dal Bó ( 29° 08′ 20,202″ S, 51° 09′ 21,874″ O)
- Arroio Tega dentro da cidade de Caxias do Sul (29° 09′ 11,19″ S, 51° 14′ 01,6″ O).
- Foz do arroio Tega, localizado na cidade de Nova Roma do Sul (29° 03′ 30,132″ S, 51° 21′ 26,435″ O).